# Liste des ambassadeurs de France aux Îles Marshall
La représentation diplomatique de la République française auprès de la république des Îles Marshall est située à l'ambassade de France à Manille, capitale des Philippines, et son ambassadrice est, depuis 2024, Marie Fontanel.

## Représentation diplomatique de la France
Territoire autonome en libre association avec les États-Unis depuis 1979 après leur refus d'intégrer les États fédérés de Micronésie, les Îles Marshall deviennent une république indépendante le 21 octobre 1986 et membre des Nations unies en 1991, même si la politique étrangère, la défense et la sécurité continuent de dépendre des États-Unis, qui possèdent une ambassade à Delap-Uliga-Darrit. Les relations avec la France restent peu significatives. Néanmoins, depuis 1992, l'ambassadeur de France à Suva, puis à Manille, est accrédité auprès du président des Îles Marshall. Auparavant, le territoire dépendait du consulat général d'Honolulu, aujourd'hui simple agence consulaire intégrée à la circonscription de San Francisco.

## Ambassadeurs de France aux Îles Marshall
| De   | À    | Ambassadeur             | Résidence |
| ---- | ---- | ----------------------- | --------- |
| 1992 | 1997 | Antoine Frasseto        | Honolulu  |
| 1997 | 2000 | Michel Jolivet          | Suva      |
| 2000 | 2004 | Jean-Pierre Vidon       | Suva      |
| 2004 | 2007 | Eugène Berg             | Suva      |
| 2007 | 2009 | Gérard Chesnel          | Manille   |
| 2009 | 2012 | Thierry Borja de Mozota | Manille   |
| 2012 | 2015 | Gilles Garachon         | Manille   |
| 2015 | 2018 | Thierry Mathou          | Manille   |
| 2018 | 2021 | Nicolas Galey           | Manille   |
| 2021 | 2024 | Michèle Boccoz          | Manille   |
| 2024 | auj. | Marie Fontanel          | Manille   |

## Consulat
Les Îles Marshall appartiennent à la circonscription consulaire de Manille et disposent d'un consul honoraire basé à Delap-Uliga-Darrit.